# Primera Divisió (2015/2016)
Primera Divisió (2015/2016) (zwana jako Lliga Grup Becier ze względów sponsorskich) – 21. edycja najwyższej klasy rozgrywkowej piłki nożnej w Andorze.
Sezon rozpoczął się 27 września 2015 roku, a zakończył 8 maja 2016 roku. Tytuł mistrzowski obroniła drużyna FC Santa Coloma.

## Drużyny
| Uczestnicy poprzedniej edycji                                                                                 | Uczestnicy poprzedniej edycji | Uczestnicy poprzedniej edycji | Uczestnicy poprzedniej edycji |
| --- | ----------------------------- | ----------------------------- | ----------------------------- |
| SFC | FC Santa Coloma               | 1                             |                               |
| LUS | FC Lusitanos                  | 2                             |                               |
| SUE | UE Santa Coloma               | 3                             |                               |
| SJU | UE Sant Julià                 | 4                             |                               |
| ORD | FC Ordino                     | 5                             |                               |
| ENC | FC Encamp                     | 6                             |                               |
| Zwycięzca baraży o Primera Divisió                                                                            |                               |                               |                               |
| ENG | UE Engordany                  | 7                             |                               |
| Awans z Segona Divisió                                                                                        |                               |                               |                               |
| PEN | Penya Encarnada               | 1                             |                               |
| Oznaczenia: - kolumna pierwsza – skróty nazw drużyn, - kolumna trzecia – miejsce zajęte w poprzednim sezonie. |                               |                               |                               |

## Format rozgrywek
Osiem uczestniczących drużyn gra mecze każdy z każdym w pierwszej fazie rozgrywek.
W ten sposób odbywa się pierwszych 14 meczów. Następnie liga zostaje podzielona na dwie grupy po cztery zespoły.
W obu grupach drużyny rozgrywają kolejne mecze – dwukrotnie (mecz i rewanż) z każdą z drużyn znajdujących się w jej połówce tabeli.
W ten sposób każda z drużyn rozgrywa kolejnych sześć meczów, a punkty i bramki zdobyte w pierwszej fazie są brane pod uwagę w fazie drugiej.
Górna połówka tabeli walczy o mistrzostwo Andory oraz kwalifikacje do rozgrywek europejskich, natomiast dolna połówka broni się przed spadkiem.
Do niższej ligi spada bezpośrednio ostatnia drużyna, a przedostatnia musi rozgrywać baraż z drugą drużyną z niższej ligi.

## Faza zasadnicza
| Lp. | Drużyna         | M  | Z  | R | P  | B+ | B- | +/– | Pkt | Kwalifikacja      |  | SFC | LUS | SUE | SJU | ENG | ENC | ORD | PEA |
| --- | --------------- | -- | -- | - | -- | -- | -- | --- | --- | ----------------- |  | --- | --- | --- | --- | --- | --- | --- | --- |
| 1   | FC Santa Coloma | 14 | 12 | 1 | 1  | 41 | 7  | +34 | 37  | Grupa mistrzowska |  |     | 0–1 | 2–0 | 2–0 | 3–1 | 6–0 | 2–0 | 5–0 |
| 2   | FC Lusitanos    | 14 | 10 | 0 | 4  | 28 | 18 | +10 | 30  | Grupa mistrzowska |  | 0–4 |     | 0–2 | 1–3 | 1–0 | 6–0 | 2–1 | 4–0 |
| 3   | UE Santa Coloma | 14 | 8  | 3 | 3  | 31 | 11 | +20 | 27  | Grupa mistrzowska |  | 0–0 | 2–3 |     | 2–0 | 0–3 | 6–0 | 1–1 | 3–0 |
| 4   | UE Sant Julià   | 14 | 7  | 3 | 4  | 30 | 14 | +16 | 24  | Grupa mistrzowska |  | 0–1 | 2–0 | 0–0 |     | 4–0 | 2–0 | 4–0 | 3–1 |
| 5   | UE Engordany    | 14 | 5  | 2 | 7  | 18 | 22 | −4  | 17  | Grupa spadkowa    |  | 1–3 | 2–4 | 0–2 | 1–1 |     | 0–0 | 3–0 | 1–0 |
| 6   | FC Encamp       | 14 | 3  | 2 | 9  | 15 | 41 | −26 | 11  | Grupa spadkowa    |  | 1–5 | 2–3 | 1–2 | 0–6 | 2–4 |     | 3–0 | 1–0 |
| 7   | FC Ordino       | 14 | 3  | 1 | 10 | 15 | 35 | −20 | 10  | Grupa spadkowa    |  | 3–4 | 0–1 | 1–6 | 4–3 | 2–0 | 0–4 |     | 0–2 |
| 8   | Penya Encarnada | 14 | 1  | 2 | 11 | 6  | 36 | −30 | 5   | Grupa spadkowa    |  | 0–4 | 0–2 | 0–5 | 2–2 | 0–2 | 1–1 | 0–3 |     |

## Faza finałowa
| Grupa mistrzowska |                     |    |    |   |    |    |    |     |    |                                             |  |     |     |     |     |     |     |     |     |
| 1                 | FC Santa Coloma (M) | 20 | 14 | 5 | 1  | 44 | 8  | +36 | 47 | Liga Mistrzów UEFA • I runda kwalifikacyjna |  |     | 0–0 | 1–0 | 1–1 |     |     |     |     |
| 2                 | Lusitanos           | 20 | 12 | 3 | 5  | 37 | 28 | +9  | 39 | Liga Europy UEFA • I runda kwalifikacyjna   |  | 0–0 |     | 2–6 | 1–1 |     |     |     |     |
| 3                 | Sant Julià          | 20 | 9  | 5 | 6  | 41 | 20 | +21 | 32 |                                             |  | 0–0 | 2–3 |     | 3–0 |     |     |     |     |
| 4                 | UE Santa Coloma (P) | 20 | 8  | 6 | 6  | 34 | 20 | +14 | 30 | Liga Europy UEFA • I runda kwalifikacyjna   |  | 0–1 | 1–3 | 0–0 |     |     |     |     |     |
| Grupa spadkowa    |                     |    |    |   |    |    |    |     |    |                                             |  |     |     |     |     |     |     |     |     |
| 5                 | UE Engordany        | 20 | 9  | 2 | 9  | 37 | 34 | +3  | 29 |                                             |  |     |     |     |     |     | 1–2 | 4–3 | 3–1 |
| 6                 | FC Ordino           | 20 | 8  | 2 | 10 | 32 | 44 | −12 | 26 |                                             |  |     |     |     | 4–3 |     | 1–0 | 3–2 |     |
| 7                 | FC Encamp (B, O)    | 20 | 4  | 4 | 12 | 22 | 50 | −28 | 16 | Baraże o Primera Divisió                    |  |     |     |     |     | 0–3 | 0–0 |     | 1–1 |
| 8                 | Penya Encarnada (S) | 20 | 1  | 3 | 16 | 15 | 58 | −43 | 6  | Spadek do Segona Divisió                    |  |     |     |     |     | 2–5 | 3–7 | 0–3 |     |

1. ↑  Penya Encarnada została ukarana walkowerem (wynik na boisku 3-0).

## Baraże o Primera Divisió
FC Encamp utrzymał się w lidze w rywalizacji z CE Carroi wicemistrzem Segona Divisió (2015/2016).
Z zaplanowanego dwumeczu odbyło się tylko jedno spotkanie zakończone wynikiem 0:0 zweryfikowane przez FAF jako walkower dla FC Encamp. Powodem było wystąpienie dwóch nieuprawnionyh zawodników w drużynie CE Carroi.
| 15 maja 2016 | CE Carroi | 0:0   | FC Encamp |                                                                           |
| 21:30        |           | (0:0) |           | Estadi Comunal d’Aixovall, Sant Julià de Lòria Sędzia: Nogueira Fernandes |

## Najlepsi strzelcy
| Bramki | Strzelcy             | Drużyna         |
| ------ | -------------------- | --------------- |
| 12     | Aguilar Gómez        | FC Lusitanos    |
| 12     | Víctor Bernat        | UE Santa Coloma |
| 9      | Cristian Martínez    | FC Santa Coloma |
| 9      | Sergio Alonso        | UE Santa Coloma |
| 9      | Carlos Javi Sanguina | UE Engordany    |
| 8      | Alejandro Del Valle  | UE Engordany    |
| 7      | Ibán Parra           | FC Santa Coloma |
| 7      | Andreu Matos         | UE Engordany    |
| 7      | Alfi Conteh-Lacalle  | Sant Julià      |

Źródło: ceroacero.es